# ويليام جيفري (لاعب كرة قدم)
ويليام جيفري (بالإنجليزية: William Jeffrey)‏ هو مدرب كرة قدم ولاعب كرة قدم أمريكي، ولد في 3 أغسطس 1892 في إدنبرة في المملكة المتحدة، وتوفي في 7 يناير 1966 في نيويورك في الولايات المتحدة.

## روابط خارجية
- ويليام جيفري على موقع Soccerway.com (الإنجليزية)
- ويليام جيفري على موقع عالم كرة القدم.نت (الإنجليزية)